# Nadson o Ferinha
Nadson de Jesus Alves (Tobias Barreto, 5 de junho de 2002), mais conhecido como Nadson O Ferinha, é um cantor e compositor brasileiro de música arrocha. O Ferinha é bastante conhecido pelas suas versões em arrocha de sucessos de outros artistas, como Zé Neto & Cristiano, Gusttavo Lima, Paula Fernandes, Henrique & Juliano e Dilsinho.

## Biografia
Nadson de Jesus Alves nasceu em 6 de junho de 2002, em Tobias Barreto, município brasileiro do estado de Sergipe. O “Ferinha” começou na musica desde muito cedo, com apenas 11 anos de idade, se apresentando nas regiões locais de Sergipe. Foi apelidado de “Nadson O Ferinha” pelo seu tio Edinaldo. O artista gravou um vídeo cantando arrocha, onde foi postado no Facebook, sendo apelidado na região em que nasceu como “Ferinha do Arrocha” pela população.
Em 2021, ganhou destaque nacional com o hit “Na Ponta do Pé”, a música originalmente lançada em 2014, pelo cantor MC Livinho. A música ganhou uma outra versão em brega funk na voz de Nadson. A versão do ferinha ultrapassou a marca de 3 milhões de streams no Spotify, e o no YouTube acumula cerca de 2,4 milhões de visualizações. No TikTok, a hashtag #napontadope ultrapassou a marca de 29 milhões de views, e a música tem mais de 4 mil vídeos na plataforma.
No Spotify, o artista ocupou a 82ª colocação no Top 200, e já registrou mais de 11 milhões de streamings. 
Em 2023, ganhou Prêmio Multishow de Música Brasileira na categoria Brega e Arrocha do Ano com a música "Sinal", em parceria com João Gomes.